# 연해파리아강
연해파리아강(학명: Hydroidolina)은 자포동물문 히드라충강에 속하는 자포동물의 총칭이다.